# Obrona przez kulturę
Obrona przez kulturę (ang. cultural defense) – instytucja prawna, która ma na celu obronę oskarżonego posługując się czynnikami kulturowymi, które znacznie wpływają na jego zachowanie. Można się z tą instytucją i jej charakterystyką spotkać w amerykańskim prawie karnym.

## Obrona przez kulturę
Rozkładając na czynniki pierwsze pojęcie pochodzące z języka angielskiego cultural defense cultural oznacza „kulturowy” a defense – „obrona”; potocznie mówiąc „kulturowa obrona”. Jest to pojęcie nieuregulowane definicją legalną w żadnym systemie prawa wewnętrznego. Z definicji uzyskanej w doktrynie oznacza to możność powołania się na swoją kulturę, pochodzenie kulturowe przy oskarżeniu za określony czyn.  Określeniem podobnym jest stwierdzenie, że obrona przez kulturę to pewien sposób na prowadzenie linii obrony oskarżonego. Czynniki kulturowe członka społeczeństwa kształtują jego pogląd i polegają na kreowaniu przez te poglądy wyobrażeń dotyczących środowiska społecznego. Obrona taka ma jednak znaczenie dopiero wtedy, gdy czynności, których dokonał wynikają właśnie z przekonań należących do jego kultury. Wartości, które chronią jego kulturę i możliwość powołania się na nie w przypadku orzekania odpowiedzialności karnej. Często wartości te wymijają się z porządkiem prawnym czy ustawodawstwem danego państwa. Pochodzenie kulturowe może przyczyniać się albo do uchylenia kary albo jej złagodzenia.

## Kultura jako składnik „obrony przez kulturę”
Nie odnosi się tylko do jednej płaszczyzny funkcjonalnej. Samo znaczenie kultury oznacza z języka łac. culturus agria (uprawa ziemi), najłatwiej kulturę można zdefiniować jako w pewnym znaczeniu praca myśli i działalność człowieka, na które każdy pracuje indywidualnie. Kultury możemy podzielić na charakter:
- duchowny – są to pewne wytwory odnoszące się do rzeczy niematerialnych np. wytwory muzyki, sztuki bądź inne
- materialny – ten rodzaj kultury obejmuje w swoim zakresie rzeczy materialne
- społeczny – jest to pewien zbiór norm, zachowań, zwraca się przy tym uwagę w szczególności na działanie człowieka i jak to działanie wpływa na społeczeństwo oraz ogólnie rozumianą kulturę.

Według internetowej encyklopedii PWN kultura to jedna z najbardziej popularnych nauk humanistycznych i społecznych. Ta definicja obejmuje również różne znaczenia, jednakże w tym przypadku chodzi o szersze i węższe znaczenie pojęcia kultury. W najszerszym znaczeniu kultura obejmuje wszystkie zachowania człowieka, które prowadzą do stworzenia pewnych poglądów czy zasad dla całego społeczeństwa. Należy jednak pamiętać o tym, że każdy autor, a także różne dyscypliny mogą postrzegać kulturę na swój sposób, na potrzeby własne.

## Obrona przez kulturę w amerykańskim prawie karnym
W amerykańskim prawie karnym muszą występować dwa elementy, aby orzekać o bycie bądź niebycie odpowiedzialności karnej:
- element fizyczny (zawiniony czyn) − actus reus
- element mentalny (jest to zawiniony stan umysłu) − mens rea

Obrona przez kulturę mieści się w zakresie elementu mentalnego czyli mens rea. Czyn oskarżonego musi być uzasadniony właśnie przez ten czynnik kulturowy. Z doktryny wynika, że sądy amerykańskie niechętne są do odnoszenia się do tego czynnika w orzecznictwie, a także nie zostało to formalnie zaliczone do okoliczności wpływające na odpowiedzialność karną sprawcy. Sądy częściej odnoszą się do ogólnych przesłanek wyłączających odpowiedzialność karną, ale jeżeli chodzi o instytucję obrony przez kulturę w amerykańskim prawie karnym również mają pewne znaczenie w orzekaniu o odpowiedzialności karnej poprzez zebranie dowodów, jaki był motyw i czym kierował się oskarżony. Nawet wtedy, kiedy sąd nie wykaże, że dana odpowiedzialność oskarżonego wiązała się dość mocno z przywiązaniem do wartości kulturowych to i tak obrona ma duże szanse na złagodzenie lub uchylenie wyroku, kiedy się na nie powoła.

## Zalety obrony przez kulturę
Istnieje wiele zalet zaliczanych na poczet korzyści oskarżonego. Bardzo duże znaczenie ma to, że kultura na łamach której oskarżony się wychował modeluje jego punkt widzenia, poglądy i różne przekonania. Kara jednak musi być proporcjonalna do popełnionego przez daną osobę czynu. Kultura może silnie utrzymywać członka społeczeństwa w jego przekonaniach związanych z czynnikiem kulturowym. Z doktryny wynika, że więź łącząca imperatyw kulturowy i oskarżonego mogłaby być tak silna, że można by było go identyfikować jako przymus lub niepoczytalność. Usilnie należy nałożyć nacisk na zasadę równości, ale nie tylko, ponieważ ważnymi zasadami są również: wolność religijna, prawo do kultury, fair trial (uczciwy proces) oraz inne prawa uwzględniające czynnik kulturowy przy odpowiedzialności karnej.

## Wady obrony przez kulturę
W doktrynie można również spotkać się z przedstawieniem wielu wad tej instytucji:
- uznanie za  niesprawiedliwe traktowania oskarżonych według rodzimych czynników kulturowych
- powinna zaistnieć potrzeba, aby zachowania były podzielone na dozwolone i niedozwolone
- instytucja obrony przez kulturę może spowodować wzrost popełniania czynów niedozwolonych, ponieważ chroni ich czynnik kulturowy, wskutek którego oskarżony może być nawet zwolniony z odpowiedzialności karnej[5]

## Niepoczytalność jako jedna z przesłanek obrony przez kulturę
Przede wszystkim niepoczytalność polega na braku możliwości kierowania swoim postępowaniem wskutek zaburzeń psychicznych. Czynniki kulturowe mogą mieć ogromne znaczenie co do niepoczytalności, co znaczy, że mogły wpłynąć na stan jego umysłu. Aby powołać się na instytucję obrony przez kulturę należy udowodnić stan niepoczytalności osoby oskarżonej. Dwoma głównymi przesłankami, z których wynika niepoczytalność oskarżonego to:
- zaburzenia poznawcze (cognitive impairment) − chodzi w tym czynniku o umiejętność rozpoznawania specyfiki swojego czynu i czy w ogóle jest świadomy popełnienia tego czynu
- zaburzenia woli działania (volitional impairment) − brak kontroli i odpowiedniego zachowania się zgodnie z normami prawnymi.

Przeprowadzenie dowodów dotyczących uzasadnienia niepoczytalności odgrywa dość istotną rolę. Przykładami są dowody z opinii biegłego psychiatry lub biegłego antropologa. Na nich leży ciężar udowodnienia w jakim stopniu i czy w ogóle niepoczytalność miała miejsce i jaki na to miały wpływ czynniki kulturowe i czy możemy mówić w stosunku do tego hasła o zastosowaniu obrony przez kulturę.